# パップス円鎖

パップス円鎖

幾何学においてパップス円鎖（パップスえんさ、英語: Pappus chain）は紀元前3世紀の数学者、アレキサンドリアのパップスの名を冠する2つの接する円に関する図形である。

## 構成
内接する2円CU,CVでアルベロス図形を描く。またそれぞれの半径をrU, rV、中心をU, Vとする。 パップス円鎖はCU,CVにそれぞれ内部、外部で接し、また、両隣の円にも接するような円の成す図形である。以降、nつめの円Cnの半径、直径、中心をそれぞれrn, dn, Pnとする。ただし0つ目の円はU, Vと中心が共線であるものとする。

## 性質

### 円の中心

#### 楕円
パップス円鎖を成す円の中心は常に以下のPnの軌跡が成す楕円上にある。{\displaystyle {\overline {P_{n}U}}+{\overline {P_{n}V}}=(r_{U}+r_{n})+(r_{V}-r_{n})=r_{U}+r_{V}}つまりこの楕円の焦点はU, Vで、アルベロス図形の線分AB, ACの中点に対応している。

#### 座標
{\displaystyle r={\tfrac {\overline {AC}}{\overline {AB}}}}とするとCnの中心の座標は以下の様に与えられる。{\displaystyle (x_{n},y_{n})=\left({\frac {r(1+r)}{2[n^{2}(1-r)^{2}+r]}}~,~{\frac {nr(1-r)}{n^{2}(1-r)^{2}+r}}\right)}

### 半径
{\displaystyle r={\tfrac {\overline {AC}}{\overline {AB}}}}とするとCnの半径rnは以下の様に与えられる。{\displaystyle r_{n}={\frac {(1-r)r}{2[n^{2}(1-r)^{2}+r]}}}

### 反転

パップス円鎖の4つの円Aを中心とする円により反転したもの。半径は等しくなり2本の直線に挟まれている。CU,CVの中心を通る線からの距離はhn = ndnである。

直線ACBを直径とする半円に内接しACを直径とする半円に外接する円が、さらに一つ前の円と接している（半円はどちらも同じ側にあるとする）。nつ目の円の中心と直線ACBの距離hnはdnのn倍である。これはAを中心とするCnに直交する円による反転によって示すことができる（このときCnは反転によって不変）。2つのアルベロスの円CU,CVは反転によって、ACBに垂直な2直線となる。 Cnはこの2直線に接している円となり、他のパップス円鎖を成す円はも同様に2直線に挟まれる位置に移る。また、その直径はすべて等しいことが分かる。hnの部分は、初めの円と最後の円C0が½dn、他のC1からCn−1がdnなので、結局hn = ndnが得られる。
同様の反転でパップス円鎖を成す円の隣り合う円との接点は同一円上にあることも示される。 上記の様に、Aを中心とする円でのCU, CVの反転は平行な2直線となり、パップス円鎖は、この2直線に挟まれた、同じ半径を持つ円を積んだものになる。したがって パップス円鎖を成す円同士の接点は2直線の中間を結ぶ直線となり、反転を戻すと円に戻る。

### シュタイナーの円鎖
パップス円鎖はシュタイナーの円鎖の2円を極限まで近づけた（接させた）ものである。

## 論文
- Ogilvy, C. S. (1990). Excursions in Geometry. Dover. pp. 54–55. ISBN 0-486-26530-7
- Bankoff, L. (1981). “How did Pappus do it?”. In Klarner, D. A.. The Mathematical Gardner. Boston: Prindle, Weber, & Schmidt. pp. 112–118
- Johnson, R. A. (1960). Advanced Euclidean Geometry: An elementary treatise on the geometry of the triangle and the circle (reprint of 1929 edition by Houghton Mifflin ed.). New York: Dover Publications. pp. 116–117. ISBN 978-0-486-46237-0
- Wells, D. (1991). The Penguin Dictionary of Curious and Interesting Geometry. New York: Penguin Books. pp. 5–6. ISBN 0-14-011813-6